# Скелясті райони Південної Флориди
Скелясті райони Південної Флориди (ідентифікатор WWF: NT0164) — неотропічний екорегіон тропічних та субтропічних вологих широколистяних лісів, розташований у Флориді на південному сході США.

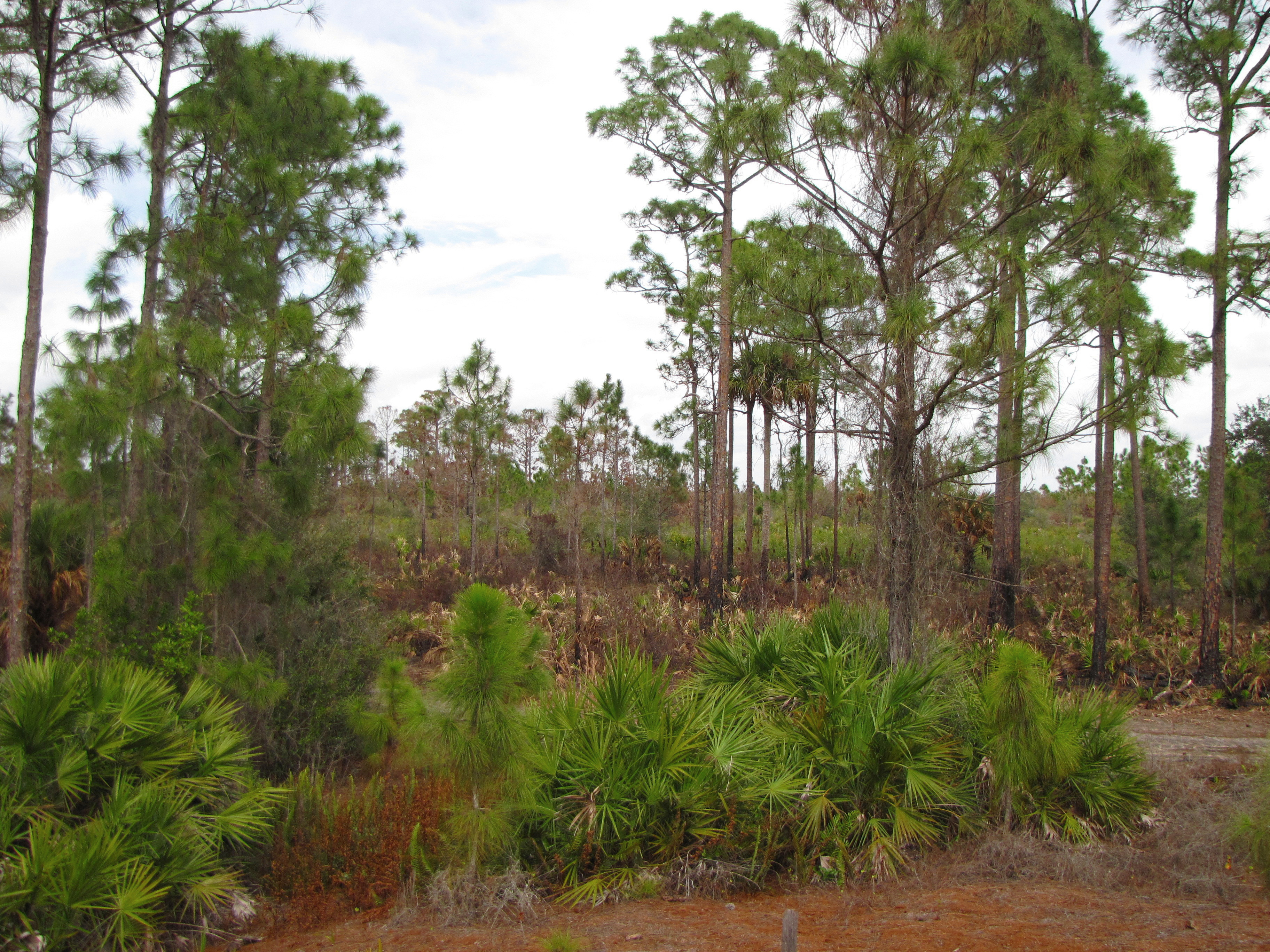
Сосновий ліс у Південній Флориді

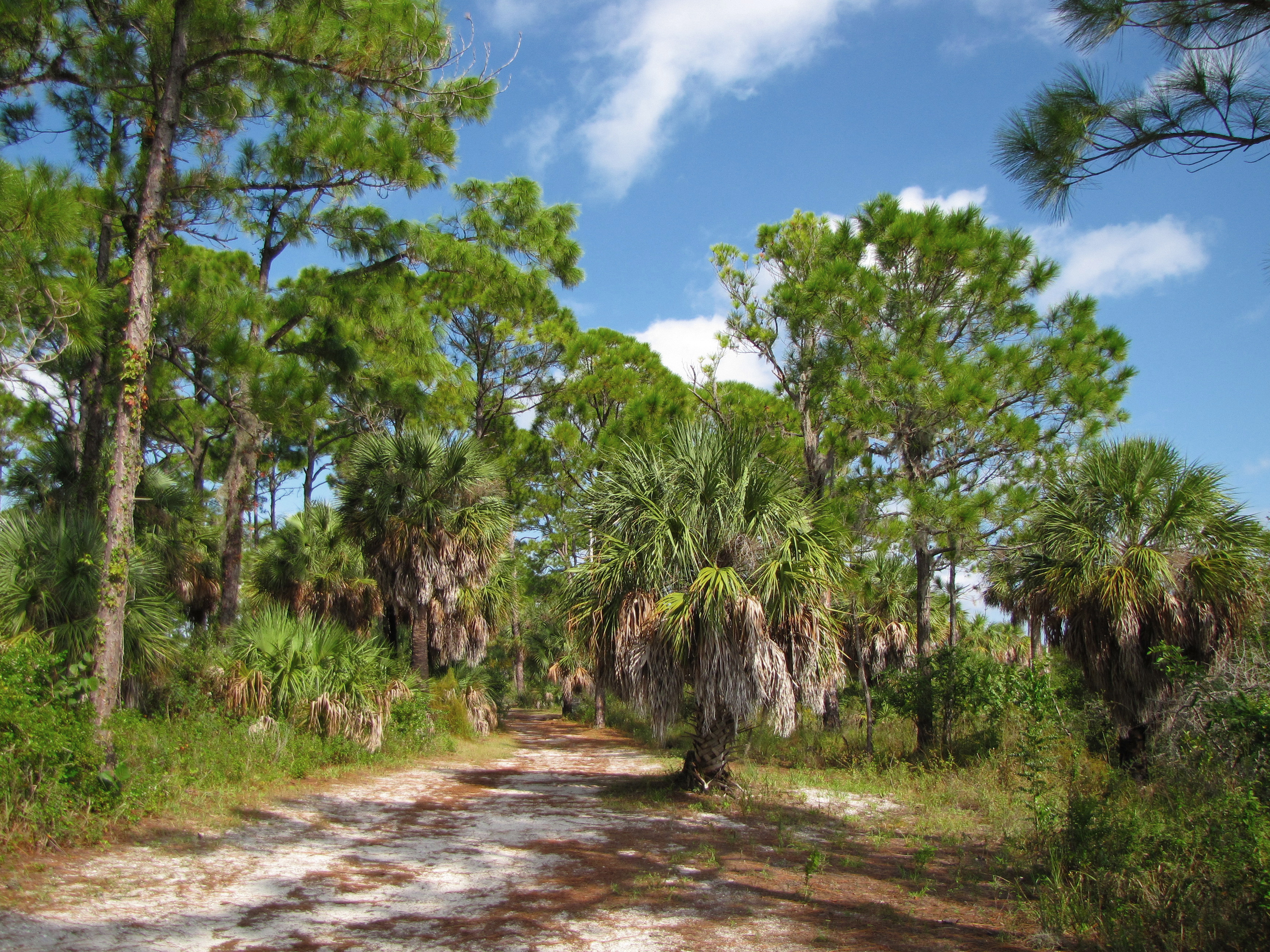
Сосновий ліс з пальмовим підліском

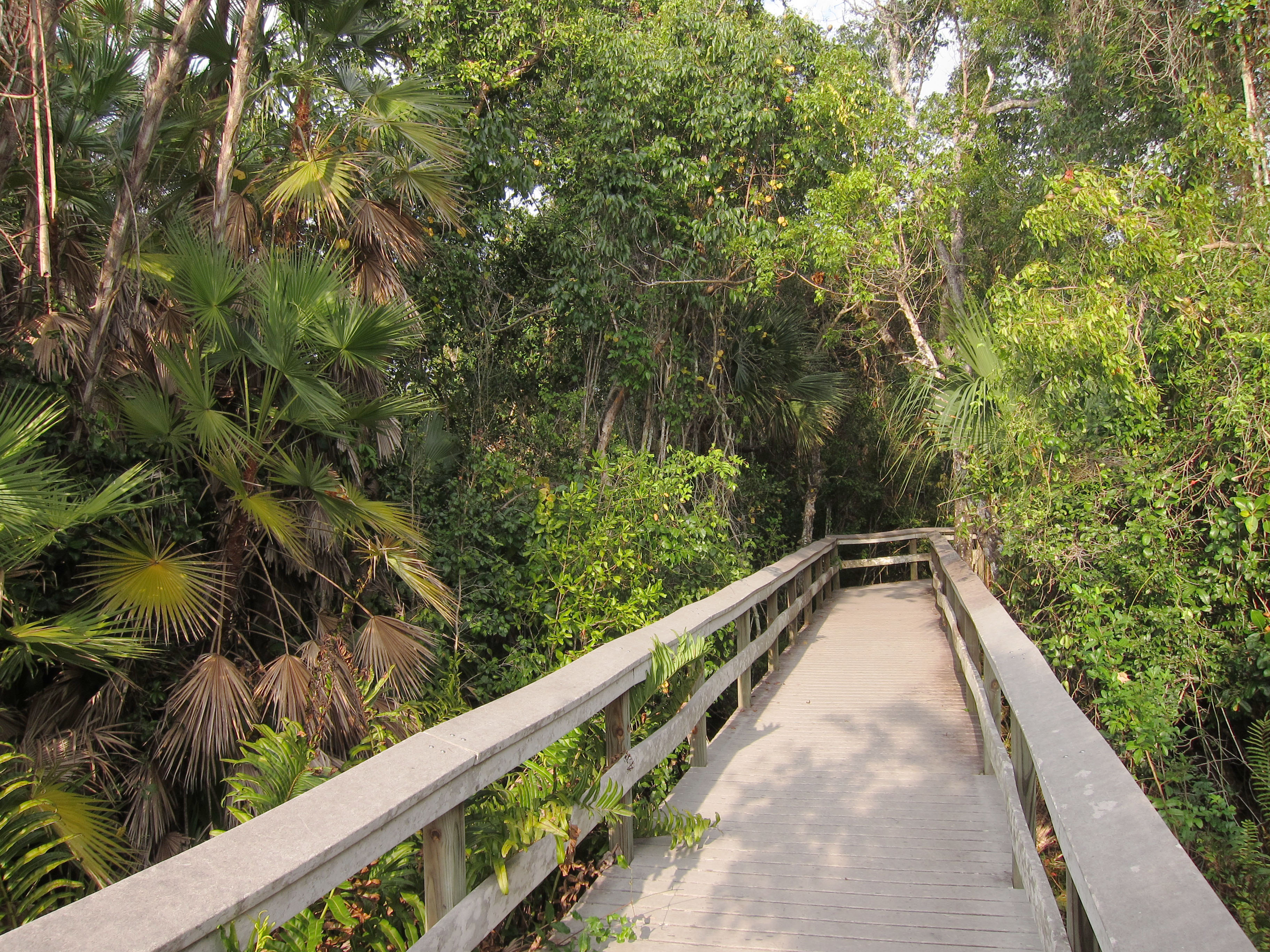
Тропічний гаммок у Національному парку Еверглейдс

## Географія
Екорегіон скелястих районів Південної Флориди охоплює низку ізольованих ділянок, розташованих у Південній Флориді. Ці ділянки розташовані на оолітових вапнякових відслоненнях, вкритих дуже тонким шаром ґрунту. Більшість подібних відслонень зустрічаються серед пагорбів Маямі-Рок, які простягаються від річки Маямі на південь до Національного парку Еверглейдс. Ці пагорби підіймаються на 2-8 м над рівнем моря та оточені болотами і затоплюваними луками Еверглейдсу. Також екорегіон охоплює кораловий архіпелаг Флорида-Кіс, що простягається дугою на південь від Флоридського півострова.

## Флора
Основними рослинними угрупованнями, що зустрічаються на вапнякових пагорбах екорегіону, є соснові ліси, подібні до тих, що зустрічаються на Багамах, Кубі та на островах Теркс і Кайкос. У цих відкритих соснових рідколіссях домінують ендемічні південнофлоридські сосни (Pinus elliottii var. densa), які зазвичай виростають до 20-24 м заввишки, однак внаслідок природних порушень можуть бути нижчими. Молоді південнофлоридські сосни проводять від 2 до 5 років у "стадії підросту", створюючи запаси поживних речовин, які дозволять їм вирости настільки, щоб не бути знищеними регулярними пожежами. Інтенсивна вирубка в минулому зменшила щільність соснових насаджень та знищила рослинність в підліску. Посадка дерев наприкінці 1980-х років призвела до утворення численних одновікових насаджень.
У підліску соснових лісів переважають різноманітні пальми та тропічні широколистяні дерева й чагарники, залежно від місцевості, субстрату та режиму пожеж. У соснових лісах Флорида-Кісу в підліску часто зустрічаються флоридські солом'яні пальми (Thrinax radiata) та флоридські сріблясті пальми (Coccothrinax argentata), а у соснових лісах округу Маямі-Дейд — капустяні пальми (Sabal palmetto), золотисті фікуси (Ficus aurea) та сереноа (Serenoa repens). У лісах, що межують з широколистяними тропічними лісами (гаммоками), та у лісах, де пожежі відбуваються рідко, в підліску зростають флоридські отруйні дерева (Metopium toxiferum), низькі дуби (Quercus pumila), віргінські дуби (Quercus virginiana), вільхолисті сідероксилони (Sideroxylon salicifolium), несправжні тамаринди (Lysiloma latisiliquum) та інші широколистяні дерева. У чагарниковому ярусі лісів, що ростуть поблизу вологих прерій та боліт, зустрічаються види, характерні для водно-болотних угідь, зокрема флоридські соснові акації (Vachellia farnesiana var. pinetorum), ставкові кипариси (Taxodium ascendens) та канадська бузина (Sambucus canadensis).
Трав'яний ярус у соснових лісах надзвичайно різноманітний. Він включає багато рідкісних та ендемічних видів, обмежених окремими районами або невеликими ділянками. Більшість з них пристосовані до пожеж та залежать від частого спалювання, яке усуває надмірну тінь та вологість, яку створюють конкуруючі широколистяні кущі і дерева. Зазвичай у трав'яному ярусі соснових лісів домінують злаки і осоки, зокрема волохаті мюленбергії (Muhlenbergia capillaris), стрілопері арістіди (Aristida purpurascens), різні види бородачників (Andropogon spp.), схизаріумів (Schizachyrium spp.) та дзьобонасінникsd (Rhynchospora spp.). Також у нижньому ярусі соснових лісів зустрічаються лінійні кротони (Croton linearis), маленькі товстянки (Pinguicula pumila), соснові золототрубники (Angadenia berteroi), гостролисті крутики (Amorpha crenulata) та різноманітні молочаї (Euphorbia spp.).
Соснові ліси Південної Флориди залежать від регулярних пожеж, викликаних ударами блискавок в сухий сезон. Ці пожежі допомагають стримувати ріст широколистяних дерев, стимулюють регенерацію сосен та дозволяють сонячним променям досягати трав'яного ярусу. За відсутності пожеж соснові ліси перетворюються на широколистяні гаммоки.
Широколистяні тропічні гаммоки зустрічаються у скелястих районах Південної Флориди, там, де відсутність пожеж дозволила домінування широколистяних дерев. Вони зазвичай відділені від соснових лісів природними протипожежними смугами — оголеними вапняковими скелями та водоймами, що утворюються у карстових воронках. Основу широколистяних лісів екорегіону складають гумбо-лімбо (Bursera simaruba), райські дерева (Simarouba glauca), голубині сливи (Coccoloba diversifolia), золотисті фікуси (Ficus aurea), коротколисті фікуси (Ficus citrifolia), смердючі сідероксилони (Sideroxylon foetidissimum), вільхолисті сідероксилони (Sideroxylon salicifolium), несправжні тамаринди (Lysiloma latisiliquum), вест-індійські червоні дерева (Swietenia mahagoni) та флоридські лікарії (Licaria triandra). У лісовому наметі зустрічаються епіфіти, зокрема луїзіанський мох (Tillandsia usneoides) та малі повітряники (Tillandsia recurvata). У підліску тропічних гаммоків зустрічаються чорні залізні дерева (Krugiodendron ferreum), чорнильні дерева (Exothea paniculata), ланцетні дерева (Damburneya coriacea), острівні коралові ягоди (Ardisia escallonioides), флоридські отруйні дерева (Metopium toxiferum), оливові золотолистники (Chrysophyllum oliviforme), білі євгенії (Eugenia axillaris), блискучі крабові дерева (Gymnanthes lucida), семінольські бальзамові дерева (Psychotria nervosa), білі мірсії (Myrcia neopallens) та чагарники коротколистої дикої кави (Psychotria tenuifolia), а на галявинах — віргінські дуби (Quercus virginiana).
Південна Флорида розташована на південній межі помірної Атлантично-Північноамериканської флористичної області та на північній межі тропічної Карибської області, на межі між Неарктикою та Неотропіками. Таке розташування призводить до змішування рослинності з двох областей та до дуже високого флористичного різноманіття екорегіону. Близько 9 % рослин, що зустрічаються у соснових лісах Маямі-Дейду, є ендеміками Флориди, а близько 14 таксонів зустрічаються лише у цих соснових лісах. Загалом на півдні Флориди зустрічається понад 537 видів рослин.

## Фауна
В межах екорегіону зустрічається 36 видів ссавців та понад 175 видів птахів. Серед поширених в регіоні ссавців слід відзначити флоридського білохвостого оленя (Odocoileus virginianus seminolus), флоридського барибала (Ursus americanus floridanus), койота (Canis latrans), звичайну лисицю (Vulpes vulpes), сіру лисицю (Urocyon cinereoargenteus), руду рись (Lynx rufus), сіру вивірку (Sciurus carolinensis), лисячу вивірку (Sciurus niger), звичайного ракуна (Procyon lotor), віргінського опосума (Didelphis virginiana) та майже ендемічного флоридського капелюшника (Eumops floridanus). На островах Флорида-Кіс зустрічаються ендемічні кейські олені (Odocoileus virginianus clavium), кей-ларгоські бавовняні миші (Peromyscus gossypinus allapaticola) та кей-ларгоські лісові хом'яки (Neotoma floridana smalli). Найбільшими хижаками регіону є дуже рідкісні флоридські пуми (Puma concolor coryi).
Орнітофауна екорегіону включає карибського голуба (Patagioenas leucocephala), каролінську гілу (Melanerpes carolinus), рубіновогорлого колібрі (Archilochus colubris), соснового пісняра-лісовика (Setophaga pinus), рудоголового пісняра-лісовика (Setophaga palmarum), білоокого віреона (Vireo griseus), багатоголосого пересмішника (Mimus polyglottos), східного тауї (Pipilo erythrophthalmus) та червоного кардинала (Cardinalis cardinalis).
Герпетофауна екорегіону включає міссісіпських алігаторів (Alligator mississippiensis), гострорилих крокодилів (Crocodylus acutus), флоридських коробчастих черепах (Terrapene carolina bauri), каролінських анолісів (Anolis carolinensis), східних індигових змій (Drymarchon couperi) та ендемічних рім-рокських коронованих змій (Tantilla oolitica).

## Збереження
Соснові та широколистяні ліси Південної Флориди були майже повністю знищені внаслідок розширення поселень та розчистки земель, а також внаслідок розвитку сільського господарства, боротьби з пожежами та інтродукції чужорідних видів. Наразі лише бльзько 2 % соснових лісів регіону залишаються незайманими. Більшість з них зосереджені на острові Лонг-Пайн-кей, оточеному болотами Еверглейдсу.
Загалом близько 12,8 % площі екорегіону є заповідними територіями. Природоохоронні території включають: Національний парк Еверглейдс, Національний природний заповідник флоридської пуми, Національний заповідник кейських оленів та Національний заповідник Великого Кипарисового болота.